# Buskmoa
Buskmoa (Anomalopteryx didiformis) var en fågelart i familjen mindre moafåglar inom ordningen moafåglar och placeras som ensam art i släktet Anomalopteryx. Liksom alla moafåglar förekom den i Nya Zeeland men är utdöd på grund av jakt från människan.

## Kännetecken
Buskmoan var en av de minsta moafåglarna, dock ändå över 1,3 meter hög och med en vikt på 30 kg. Den var förhållandevis slank. Huvudet var rundat och näbben kort och stubbad. De relativt långa benen var bara och fjällade. Kroppen täcktes av hårliknande fjädrar. 

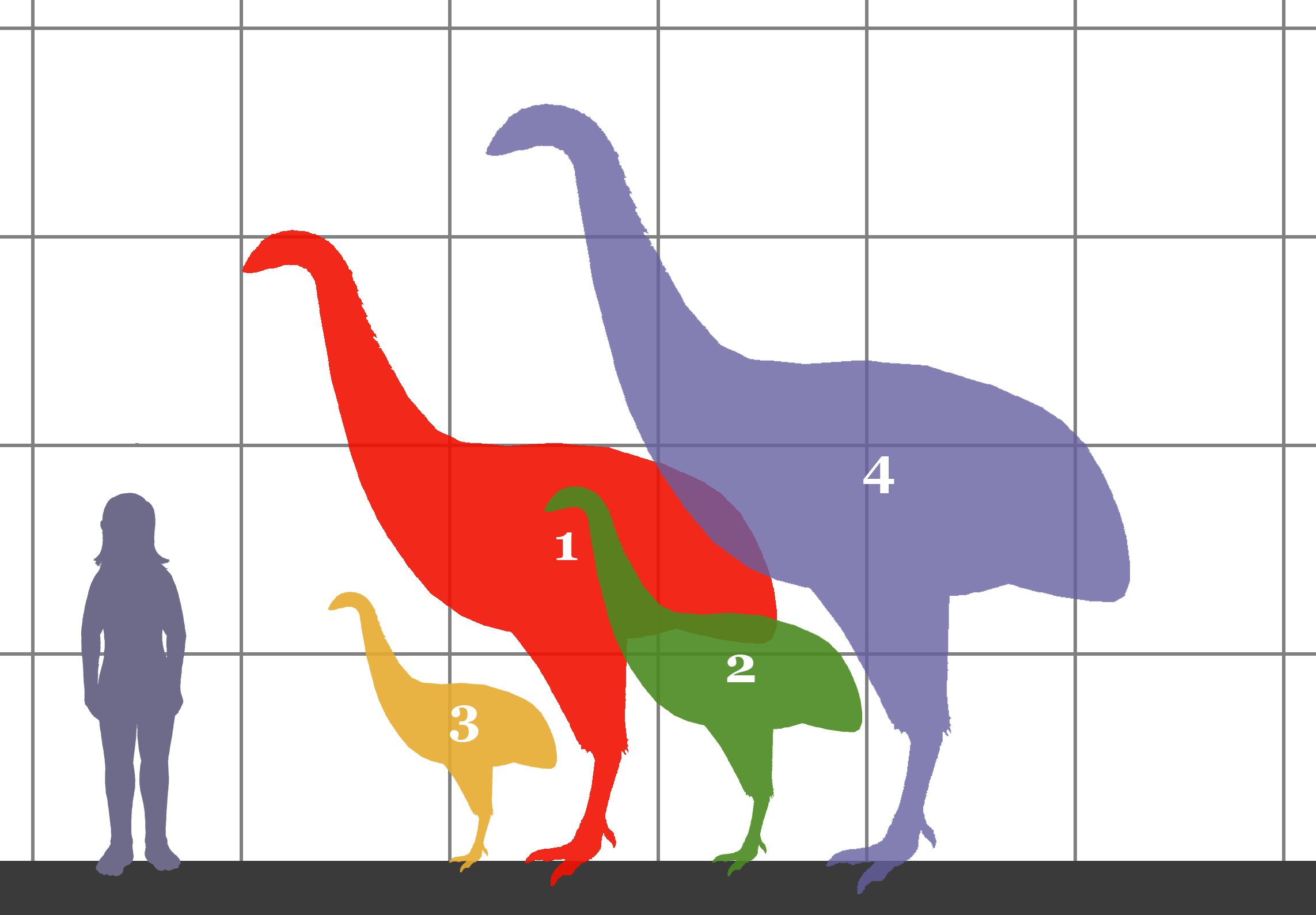
Storleksjämförelse mellan människan och fyra arter moafåglar: nordöjättemoa (1), låglandsmoa (2), buskmoa (3) och sydöjättemoa (4).

## Tidigare förekomst och utdöende
Buskmoan förekom, liksom alla moafåglar, i Nya Zeeland. Denna art fanns både på Nordön och Sydön, dock vanligast i norr. På Sydön har den främst hittats i arkeologiska lämningar i nordvästra Nelson och Southland. År 1980 upptäcktes ett delvis komplett skelett med betydande mängder mumifierad vävnad i Lake Echo Valley, öster om Te Anau, Southland. Det finns nu på Southland Museum and Art Gallery i Invercargill. Arten tros ha dött ut cirka år 1400 till föjd av jakt från människan. Predation på deras ägg av polynesisk råtta kan även ha bidragit. 

## Levnadssätt
Buskmoan bebodde täta skogar och buskmarker, med en förkärlek för fuktiga sydbokskogar (Nothofagus). Med den korta och vasskantade näbben tillsammans med de kraftiga käkmusklerna kunde den knipsa av kvistar och grenar med stor kraft. Denna egenskap liksom den stora mängden stenar som hittats i fågelns kräva tyder på att dess föda bestod av grovt vegetabiliskt material. Fågeln tros ha levt enstaka eller i smågrupper. Troligen häckade den likt emuer och kasuarer på marken eller i skyddande klippskrymslen, i par snarare än i kolonier. Honan lade förmodligen ett eller två ägg varje häckningssäsong. De förhållandevis stora äggen tyder på att de ruvades länge, sannolikt över två månader, troligen liksom hos andra ratiter av hanen. Både moaörnen och nyazeelandkärrhöken tros ha jagat den.

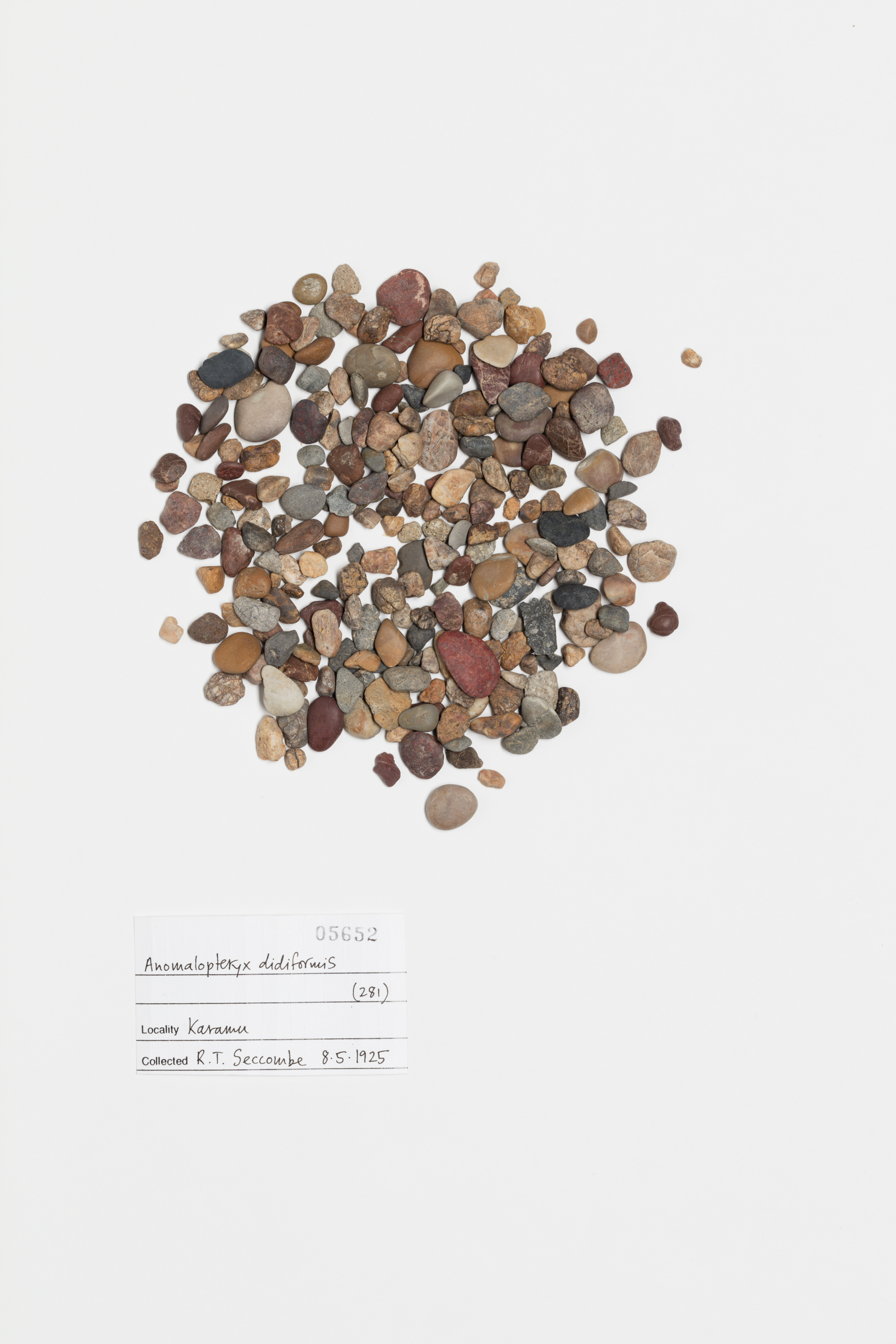
Stenar hittade i buskmoans kräva tyder på att den levde av grovt vegetabiliskt material.